# Roslagens polismästardistrikt
Roslagens polismästardistrikt var ett av Stockholms läns åtta polismästardistrikt. Distriktet bestod geografiskt av Danderyds kommun, Norrtälje kommun, Täby kommun, Vallentuna kommun, Vaxholms kommun och Österåkers kommun.
Huvudpolisstationen är belägen på Biblioteksgången i Tibble, Täby kommun. Även på Esplanaden i Norrtälje finns en dygnetruntbemannad polisstation.
Vid polisens omorganisation uppgick distriktet från 1 januari 2015 i Polisområde Stockholm Nord inom Polisregion Stockholm.